# Ärja församling
Ärja församling var en församling i Strängnäs stift och i Strängnäs kommun i Södermanlands län. Församlingen uppgick 1845 i Åkers församling.

## Administrativ historik
Församlingen har medeltida ursprung. 
Församlingen var till 1845 annexförsamling i pastoratet Åker, Ärja och Länna där Länna inte ingick tidigt och mellan 1574 och 1581. Församlingen uppgick 1845 i Åkers församling.

## Kyrkor
- Ärja ödekyrka
- Åkers kyrka